# María de San José
María de Salazar Torres, nombre conventual María de San José (Toledo, 1548 - Cuerva, 19 de octubre de 1603) fue una carmelita descalza, mística, escritora e hija predilecta de Santa Teresa de Jesús.

## Biografía
Sus padres se llamaron según el libro conventual de Sevilla de 1583, Sebastián de Salazar y María de Torres, oriundos de Molina de Aragón, (Guadalajara), y según otro documento de 1581 de Malagón, (Ciudad Real), se llamaban Pedro de Velasco y María de Salazar, oriundos de Toledo. Lo curioso es que ambos documentos los escribió el P. Jerónimo Gracián. También la han confundido con María de San José (de Ávila), hermana de Julián de Ávila, pero que no salió de Ávila; y otros con María de San José (Gracián) hermana del P. Jerónimo Gracián, profesa de Valladolid.
De esas dos relaciones se desprende, que María de San José estando en Sevilla en 1583, fue ella misma la que dio esa declaración, y lo que se escribió en el libro de fundaciones de Malagón se hizo sin estar ella.
De su infancia hay pocas noticias, de adolescente estuvo en la casa-palacio de Luisa de la Cerda en Toledo, hija del II Duque de Medinaceli, y allí tuvo una educación esmerada, llegando a dominar varios idiomas. Santa Teresa, estando a la espera de la licencia para la primera fundación del Convento de San José (Ávila), fue enviada por el provincial de Castilla a Toledo para consolar a Luisa por la muerte prematura de su marido Ares Pardo, mariscal de Castilla. Desde el primer momento que vio Santa Teresa a María, siendo adolescente, se dio cuenta de sus dotes e inteligencia. Años más tarde, en 1568 cuando Santa Teresa volvió de nuevo a Toledo y la vio hecha una mujer, sin darse aun la motivación de María, ésta la recriminó por ir vestida con galas. Pero dos años más tarde María le notificó sus intenciones de ingresar en el Carmelo.

## Noviciado y Profesión
Malagón
Contaba 22 años, cuando tomó el hábito de carmelita descalza en Malagón, (Ciudad Real) el 9 de mayo de 1570, con el nombre de María de San José, entró al convento sin dote, pero eso no fue problema porque Malagón pertenecía a los feudos de su antigua señora, Luisa de la Cerda. El 10 de junio de 1571 hizo profesión como religiosa de carmelita descalza. 
Beas
Casi cuatro años más tarde, a primeros de febrero de 1575, la Madre Fundadora, la tomó del convento para llevarla a la fundación de Beas (Jaén); Santa Teresa, en referencia a su gran formación humanística, la llamaba la «letrera»; desde allí y aquel mismo año la llevó a la del convento de Sevilla, del que la nombró priora. Sor María de San José, que tuvo también gran amistad con el visitador de Andalucía, padre Jerónimo Gracián, por quien tomó partido en los pleitos en que este se vio envuelto, fundaría en 1584 el convento de Descalzas de Lisboa.
La caravana de las descalzas llegó a Beas el 16 de febrero, y el 24 del mismo mes, fiesta de San Matías, se inauguró la nueva fundación, con Ana de Jesús como priora. María de San José había sido escogida para priora del futuro convento de Caravaca, tuvo que esperar en Beas tres meses más, mientras llegaban las licencias, (no llegaron hasta finales de 1575). La llegada del P. Gracián a mediados de abril de 1575 cambiaron por completo los planes. Gracián  era entonces visitador en Andalucía, y enterándose de que la santa había fundado en Andalucía y no en Castilla, como ella pensaba, la mandó a fundar en Sevilla. 
La presencia de Gracián en Beas fue transcendental para la reforma, no lo conocía a la M. Teresa, solo de la correspondencia intercambiada, fue el primer encuentro personal, y lo marcó de una forma muy especial en la santa el resto de su vida, también fue básico para la historia de la reforma carmelitana a raíz de los problemas surgidos en Andalucía con los Calzados. El P. Gracián iba a la corte a Madrid a entrevistarse con Felipe II, y al enterarse de que la Madre estaba en Beas, desvió su camino. María de San José vivió con emoción aquellos días del mes de abril y dejó una relación muy interesante en su libro: Las Recreaciones. Mantuvo desde entonces una estrecha relación y amistad dilatada y recíproca con Gracián, siendo su superior, confesor y mentor.
También en Beas María de San José fue testigo de primera mano como le llegó a la santa, unos días antes de partir para Sevilla, una denuncia de la santa Inquisición por el Libro de su vida. Denuncia puesta por la princesa de Éboli, en venganza de sacar a las monjas de Pastrana y clausurar allí el convento. María de San José conoció en Toledo a Ana de Mendoza, princesa de Éboli, e incluso había tratado con ella y conocía sus extravagancias, pues era parienta de los duques de Medinaceli y por tanto de Luisa de la Cerda.
Sevilla

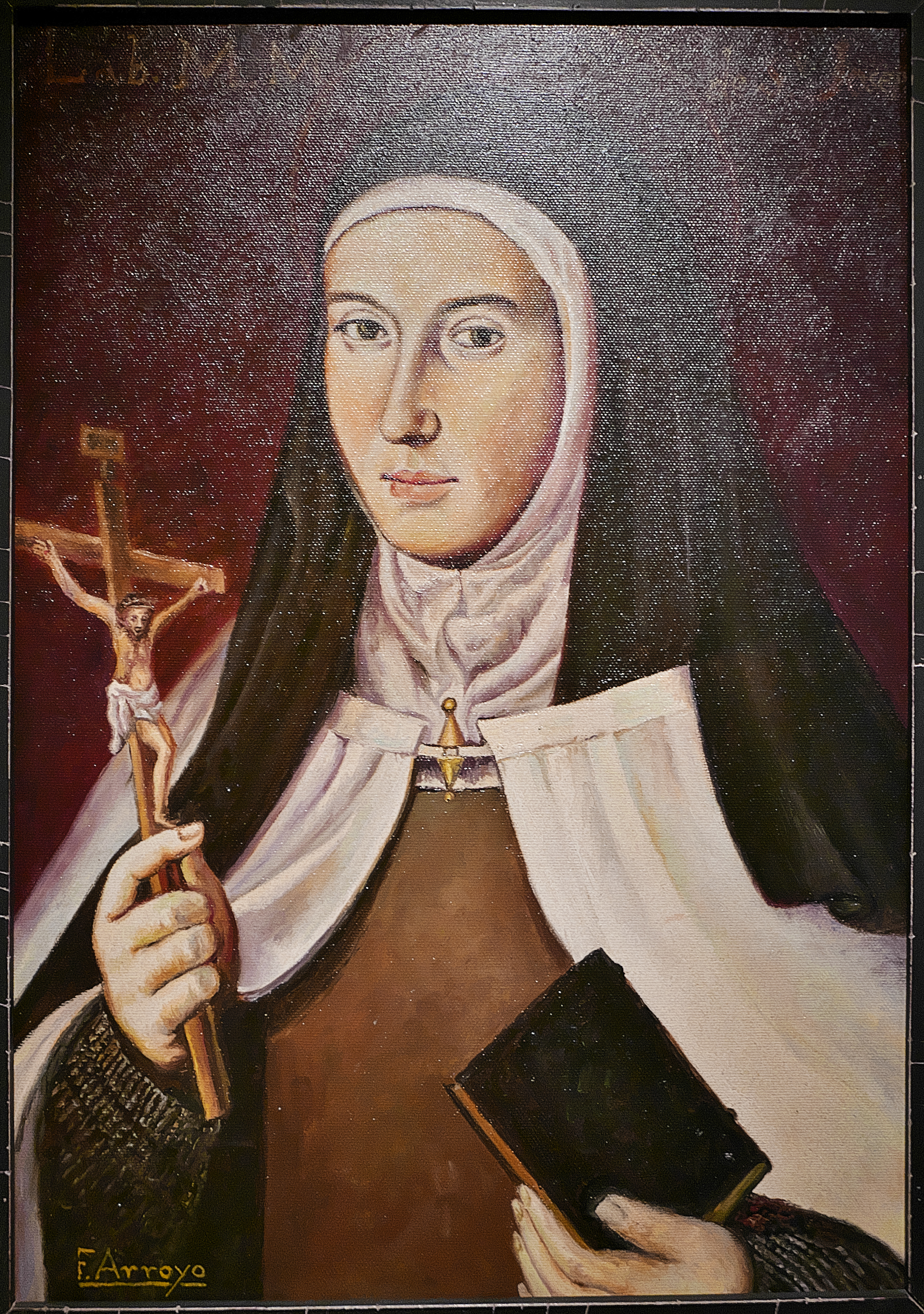
Copia de retrato de María de San José, primera priora de Sevilla

El 18 de mayo de 1575 la Madre Fundadora, sus monjas y los sacerdotes salieron de Beas con dirección a Sevilla. El 26 de mayo llegaron a  Sevilla y el 29, fiesta de la Santísima Trinidad, se dijo la primera misa, inaugurando así la fundación andaluza, que fue para María de San José el primer convento donde ejerció su primacía como priora.
En agosto llegó de América Lorenzo de Cepeda y sus hijos, al entrar en Sevilla se enteró de la estancia allí de su hermana, y la ayudó con su dinero e influencia a la nueva fundación, y su hija Teresita fue admitida por su tía en la comunidad tras la insistencia de la priora María de San José. En diciembre de ese año una novicia, María del Corro, presentó acusaciones contra las monjas ante la Inquisición. Tras los exámenes e investigaciones oportunas por parte del santo tribunal, la comunidad quedó absuelta de toda acusación.
El 5 de abril se hacen las escrituras para el nuevo convento sevillano, y el 3 de junio se llevó a cabo la solemne traslación de la comunidad. Un cohete provocó un incendio al lado del nuevo convento a punto de convertir en llamas la casa apenas inaugurada. Al día siguiente salió de Sevilla hacia Castilla santa Teresa, acompañada de su familia. No se verían más la santa y María de San José, pero siguieron manteniendo correspondencia frecuente. Antes de partir la santa, había pedido la priora que fray Juan de la Miseria hiciera un retrato de ella.
Lisboa
Posteriormente, ya fallecida Santa Teresa, fue la fundadora y primera priora del convento de carmelitas descalzas de Lisboa en 1585. A partir de ese año, con la elección del P. Nicolás Doria como provincial en sustitución del P. Jerónimo Gracián gran amigo de ella, empieza una época de persecución a los herederos espirituales de Santa Teresa. El P. Jerónimo Gracián es expulsado de la orden y San Juan de la Cruz es apartado del gobierno y desterrado al convento de Úbeda. Mientras María de San José, junto a otras prioras, consigue un Breve del papa Sixto V para mantener inalterada la herencia teresiana, es decir, mantener sus Constituciones aprobadas en 1581 en vida de Santa Teresa que el P. Nicolás Doria quería cambiar. Este hecho provocó la persecución, la ruptura obligada con el P. Jerónimo Gracián, la cárcel, la in-habilitación como priora y finalmente el destierro de María de San José al convento de Cuerva donde al poco de llegar murió el 19 de octubre de 1603.

## Escritos
- Libro de recreaciones (1585). Manuscrito, siglo XVII, Biblioteca Nacional de España, Mss/3508. Hay ed. moderna con prólogo y notas de Silverio de Santa Teresa, Burgos, s. n., 1913.
- Ramillete de mirra (1595); hay ed. moderna, Burgos, s. n., 1913..
- Instrucción de novicias (1602).
- Avisos y máximas para el gobierno de las religiosas. Burgos: [s.n.], 1913.
- Fundación del convento de Carmelitas Descalzas en Sevilla y persecuciones que padecieron hasta la época de la muerte de Santa Teresa. Ms., En la Biblioteca Nacional de Madrid, n.º 2176, 84 hs.
- "Fundación del convento de Carmelitas Descalzas en Sevilla y persecuciones que padecieron hasta la época de la muerte de Santa Teresa". En: Vicente de la Fuente Escritos de Santa Teresa. En Biblioteca de Autores Españoles. Madrid: Rivadeneyra, 1877, vol. LIII, pp. 556-561, y vol. LV, pp. 442-444.
- Poesías. Edición de Vicente de la Fuente. En Biblioteca de Autores Españoles. Madrid: Rivadeneyra, 1879, vol. LVII, pp. 444-449.
- Poesías. Burgos: [s.n.], 1913.

Véase sus escritos publicados en nota.